# Pahnaluoto
Pahnaluoto är en ö i Finland.   Den ligger i kommunen Masko i den ekonomiska regionen  Åbo ekonomiska region  och landskapet Egentliga Finland, i den sydvästra delen av landet, 170 km väster om huvudstaden Helsingfors. Arean är 0,14 kvadratkilometer.
Terrängen på Pahnaluoto är mycket platt. Öns högsta punkt är 14 meter över havet. I omgivningarna runt Pahnaluoto växer i huvudsak barrskog.